# Athame

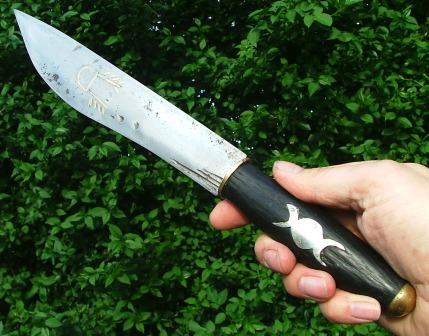
Athame, usado em um ritual mágico daWicca.

Athame ou Atame é um punhal cerimonial, tradicionalmente de cabo preto e dois gumes, usado em varias vertentes magicas (Thelema,Magia Cerimonial, Magia do Caos, Wicca e em algumas linhas de bruxaria). Ele é utilizado para traçar o Círculo Mágico ou emblemas mágicos no ar, para direcionar a energia e para controlar e banir espíritos.
As origens da palavra athame foram perdidas na história. Alguns dizem que possa ter vindo de 'A Chave de Salomão' (1572) que se refere à faca como arthana, enquanto outros afirmam que athame vem da palavra árabe al-adhamme ("letra de sangue"), que se refere a uma faca sagrada usada na tradição mourisca. Em qualquer um dos casos, há manuscritos datados do século XI que abordam o uso de facas rituais na Magia.
O uso de uma faca sagrada em ritos pagãos é bastante antigo. Há um desenho de um vaso grego datado de aproximadamente 200 a.c. que mostra duas bruxas nuas tentando invocar os poderes da Lua para a sua magia. Uma delas está segurando uma varinha e a outra segura uma pequena espada.
O Athame atualmente também é utilizado para representar o aspecto masculino da divindade e como um símbolo da vontade. As(os) bruxas(os) só usam seus Athames em rituais e feitiços, mas outros acreditam que, quanto mais for usado o Athame (mesmo em situações cotidianas), mais poderosa ela se torna.
Em uma jóia da Roma Antiga, há a figura de Hécate na forma tripla, onde seus três pares de braços seguram os símbolos de uma tocha acesa, um açoite e uma adaga mágica.
Uma xilogravura que ilustra a história de Gentibus Septenbrionalibus de Olaus Magnus, publicada em Roma em 1555, mostra uma bruxa controlando alguns fantasmas, brandindo um athame em uma mão e um punhado de ervas mágicas na outra.
O athame também é usado na confecção de varinhas. Para isso, é necessario um athame de cabo branco (Boline). Esse costume era muito usado na antiga cultura celta. As varinhas também são usadas para se direcionar a magia com mais precisão. O ATHAME é um punhal ritualístico de fio duplo sem corte, utilizado para absorver, potencializar e direcionar energias em RITUAIS. Normalmente usado para traçar o círculo mágico e desse modo afastar qualquer tipo de energia ou ser ESPIRITUAL que possa atrapalhar o ritual.
Representa o elemento AR, e é utilizado na celebração simbólica do Grande Rito, ao ser mergulhado no cálice sagrado. Tradicionalmente possui o cabo preto, porém pode possuir outras cores. É comum ter gravados em sua lâmina ou cabo símbolos e selos mágickos.
O ATHAME, normalmente, não possui nenhum uso de corte, quando não usado para direcionar energias em RITUAL é um instrumento decorativo que serve como símbolo do poder masculino no altar, já que representa um falo, enquanto que o cálice representa um útero. Por se tratar de um objeto que possui ponta, é muito importante que se tenha total cuidado com o seu uso e armazenamento para não gerar nenhum tipo de acidente.
Algumas pessoas utilizam facas de COZINHA novas, para substituir o punhal, visto que nem sempre conseguem adquirir um. Isto é válido, desde que tenha precaução, para que não ocorram acidentes, enquanto o objeto está sendo manuseado no rito.
Apesar de algumas pessoas acreditarem que os ATHAMES eram ou ainda são utilizados em rituais de sacrifício, na Wicca  essa prática é rechaçada com veemência.
Ele simboliza o Deus no altar e só é retirado do mesmo, para traçar o círculo ou para efetuar a simbologia do Grande Rito, onde a união do ATHAME e do cálice simbolizam a união do Deus com a Deusa. É possível que alguma tradição dê outros usos ao Athame, porém, com toda certeza nenhum deles pode estar relacionado ao uso do ATHAME como arma.